# Janusz Opolski
Janusz Tadeusz Opolski (ur. 22 maja 1946 w Katowicach) – lekarz, specjalista zdrowia publicznego, nauczyciel akademicki i urzędnik państwowy. W 2003 i w latach 2004–2005 podsekretarz stanu w Ministerstwie Zdrowia.

## Życiorys
Absolwent Liceum Ogólnokształcącego im. Jana Zamoyskiego w Warszawie. W 1970 ukończył studia na Wydziale Lekarskim Akademii Medycznej w Warszawie. Po odbyciu studiów podyplomowych współorganizowanych przez Europejskie Biuro Regionalne Światowej Organizacji Zdrowia otrzymał tytuł Master of Public Health. Specjalista z zakresu: medycyny społecznej (I stopień w 1973), organizacji ochrony zdrowia (II stopień w 1975) oraz zdrowia publicznego (2004).
Stopień doktora nauk medycznych uzyskał w 1980 w Centrum Medycznym Kształcenia Podyplomowego w Warszawie na podstawie rozprawy pt. Przyczyny fluktuacji lekarzy ogólnych rejonów profilaktyczno-leczniczych na przykładzie m.st.Warszawy.
Pracę zawodową rozpoczął w 1970 w Studium Medycyny Społecznej Centrum Medycznego Kształcenia Podyplomowego, w Zakładzie Organizacji Opieki Zdrowotnej i Orzecznictwa. W latach 1980–1991 pracował w administracji służby zdrowia. Do 1985 jako zastępca dyrektora ds. opieki zdrowotnej Zespołu Opieki Zdrowotnej  Warszawa–Żoliborz, a następnie jako dyrektor naczelny Zespołu Opieki Zdrowotnej Warszawa–Mokotów. Uczestnik obrad Okrągłego Stołu (Podzespół ds. Zdrowia). W 1992 współorganizował a następnie do 1994 pełnił funkcję dyrektora medycznego w Saint Vincent International Medical Center w Warszawie. W latach 1995–1997 Dyrektor Gabinetu ministra zdrowia Jacka Żochowskiego. Od 1997 do 2002 był prezesem Agencji Rezerw Artykułów Sanitarnych, a po reorganizacji tej instytucji  wiceprezesem Agencji Rezerw Materiałowych.
W latach 2003–2005 dwukrotnie pełnił funkcję podsekretarza stanu w Ministerstwie Zdrowia: od 17 marca do 4 kwietnia 2003 w rządzie Leszka Millera i od 15 grudnia 2004 do 3 listopada 2005 w rządzie Marka Belki.
W latach 2003–2004 i 2005–2011 dyrektor Szkoły Zdrowia Publicznego w Centrum Medycznym Kształcenia Podyplomowego i kierownik Zakładu Ekonomiki, Prawa i Zarządzania. Od 2011 związany z Wyższą Szkołą Ekologii i Zarządzania w Warszawie jako profesor nadzwyczajny tej uczelni.
Wieloletni ekspert i czasowy doradca Europejskiego Biura Regionalnego i Głównej Kwatery Światowej Organizacji Zdrowia w Genewie. Pełnił funkcję WHO Liaison Officer w Polsce oraz zastępcy członka (alternate) Rady Wykonawczej tej organizacji. Był także członkiem Komisji Zdrowia Publicznego Rady Europy.
Członek towarzystw naukowych i organizacji społecznych, w tym m.in. działacz Związku Harcerstwa Polskiego (m.in. drużynowy 25 WDH-y) i Zrzeszenia Studentów Polskich (m.in. sekretarz Rady Uczelnianej ZSP Akademii Medycznej), wieloletni sekretarz Zarządu Głównego Polskiego Towarzystwa Medycyny Społecznej oraz członek założyciel i wiceprzewodniczący w pierwszej kadencji Stowarzyszenia Menedżerów Opieki Zdrowotnej.
Autor lub współautor ponad 50 publikacji naukowych z zakresu kształcenia medycznego i zdrowia publicznego. Redaktor naukowy dwutomowego podręcznika pt. Zdrowie publiczne. Wybrane zagadnienia oraz podręcznika pt. Zdrowie publiczne. Zarys problematyki.

## Odznaczenia
- Srebrny Krzyż Zasługi
- Odznaka honorowa „Za wzorową pracę w służbie zdrowia”
- Medal Komisji Edukacji Narodowej